# Bucî, Berezivka
Bucî (în ucraineană Буци) este un sat în comuna Stari Maiakî din raionul Berezivka, regiunea Odesa, Ucraina.

## Demografie
Componența lingvistică a localității Jovtneve
     Ucraineană (76,19%)
     Română (16,67%)
     Rusă (3,97%)
     Bulgară (2,38%)
Conform recensământului din 2001, majoritatea populației localității Jovtneve era vorbitoare de ucraineană (76,19%), existând în minoritate și vorbitori de română (16,67%), rusă (3,97%) și bulgară (2,38%).